# Eucalymnatus delicatus
Eucalymnatus delicatus är en insektsart som beskrevs av Hempel 1937. Eucalymnatus delicatus ingår i släktet Eucalymnatus och familjen skålsköldlöss. Inga underarter finns listade i Catalogue of Life.